# Football Club Internazionale Milano 2022-2023
Questa voce raccoglie le informazioni riguardanti il Football Club Internazionale Milano nelle competizioni ufficiali della stagione 2022-2023.

## Stagione

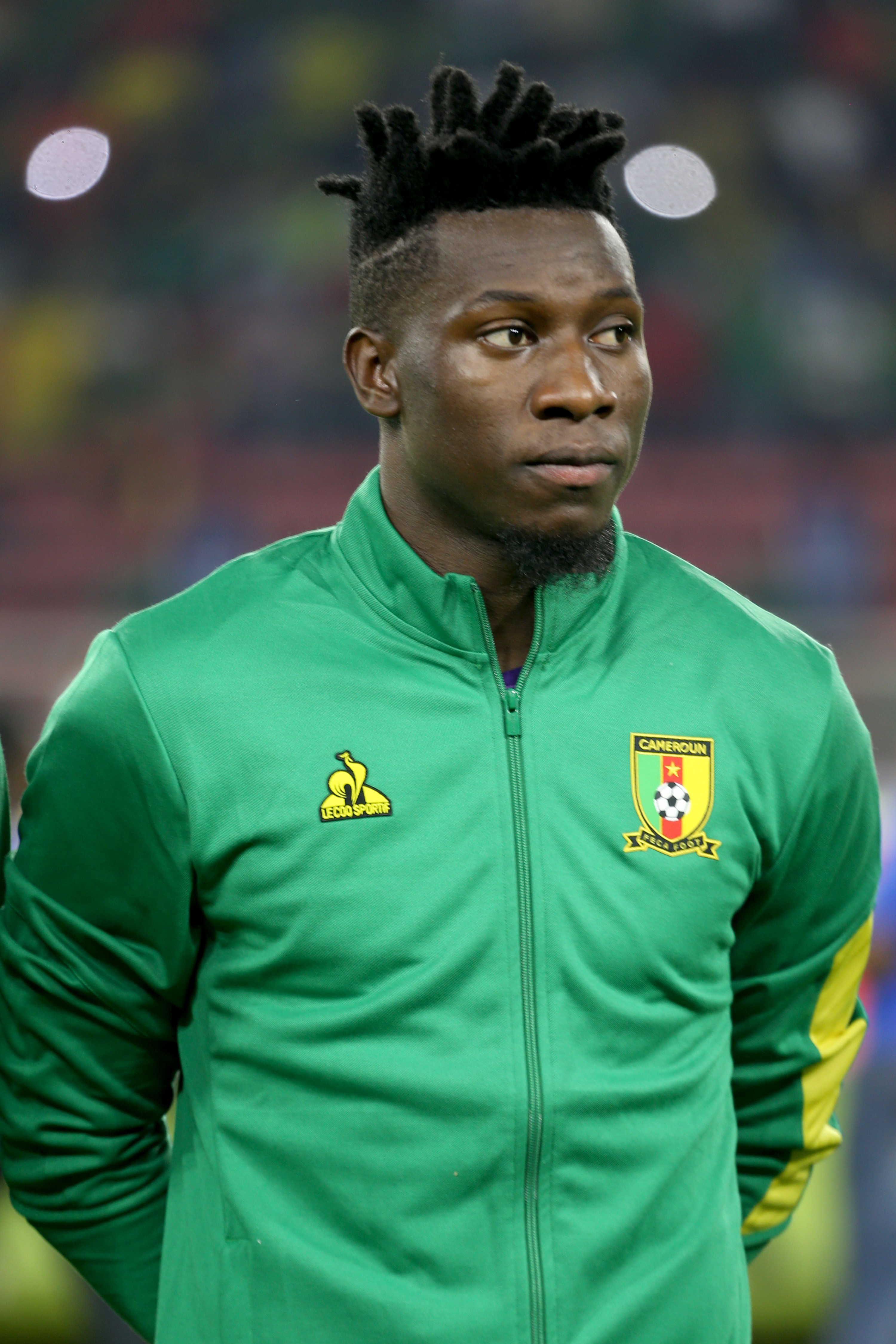
André Onana, nuovo portiere dell'Inter: dopo un iniziale periodo di ambientamento, il camerunese emerge come uno dei protagonisti della stagione dei nerazzurri.

Dopo il secondo posto in campionato e le vittorie di Coppa Italia e Supercoppa italiana nella stagione precedente, l'Inter riparte in panchina dal confermato Simone Inzaghi. Per quanto riguarda la rosa dei giocatori, i nerazzurri riaccolgono dopo un solo anno il centravanti Lukaku, che torna in prestito dal Chelsea. Oltre al belga, i meneghini si rinforzano con gli arrivi del portiere Onana, ingaggiato a parametro zero dopo l'esperienza all'Ajax, del difensore Acerbi dalla Lazio, dei centrocampisti Asllani e Bellanova, provenienti rispettivamente dall'Empoli e dal Cagliari, e del trequartista Mxit'aryan, messo sotto contratto da svincolato dopo l'esperienza con la Roma. In uscita, si registrano le partenze per fine contratto del difensore Ranocchia e dei centrocampisti Vecino e Perišić, con quest'ultimo che si accorda con il Tottenham. Lasciano anche il difensore Kolarov, che si ritira dal calcio giocato, il centrocampista Vidal e l'attaccante Sánchez, che risolvono il proprio contratto con la società nerazzurra.
Pur partendo tra le favorite per la vittoria del campionato, l'Inter nelle prime giornate esibisce prestazioni altalenanti: alle vittorie con Lecce e Spezia nelle prime due giornate, segue un pesante rovescio con la Lazio nello scontro della 3ª giornata. Le difficoltà dei meneghini — dovute anche al tardivo inserimenti dei nuovi acquisti come Acerbi, Mxit'aryan e Lukaku, con quest'ultimo vittima di un infortunio a fine agosto e poi ancora a fine ottobre dopo un breve ritorno in campo — sono confermate anche dalle sconfitte, rispettivamente alla 5ª e alla 7ª giornata, con Milan e Udinese, intervallate dalla sofferta vittoria con il Torino. Al ritorno dalla sosta di settembre arriva un'altra sconfitta, questa volta con la Roma, prima che la squadra si risollevi centrando quattro vittorie consecutive (tra cui il pirotecnico successo esterno contro la Fiorentina). Alla 13ª giornata arriva la sconfitta esterna con la Juventus, a cui seguono, però, un netto successo con il Bologna e una vittoria in rimonta con l'Atalanta, che permette ai meneghini di chiudere l'anno solare al quarto posto in classifica, a pari merito con la Lazio.
Per quanto riguarda la fase a gironi della Champions League, il sorteggio di fine agosto inserisce i nerazzurri nel gruppo C con il Bayern Monaco, il Barcellona e il Viktoria Plzeň. Dopo la sconfitta contro i tedeschi al debutto stagionale in Europa nello stadio Meazza, arriva la vittoria in trasferta con i cechi. Nelle due partite successive contro il Barcellona, i nerazzurri raccolgono una vittoria di misura nella gara casalinga (che mancava contro gli spagnoli dalla stagione 2009-2010) e un pareggio ricco di reti in quella esterna, assicurandosi il vantaggio negli scontri diretti rispetto ai catalani. Battendo quindi il Viktoria Plzeň nella partita giocata a Milano, l'Inter ottiene per il secondo anno consecutivo la qualificazione agli ottavi di finale della massima competizione europea. La sconfitta esterna con il Bayern Monaco è ininfluente, con i nerazzurri che chiudono il girone al secondo posto con 10 punti.

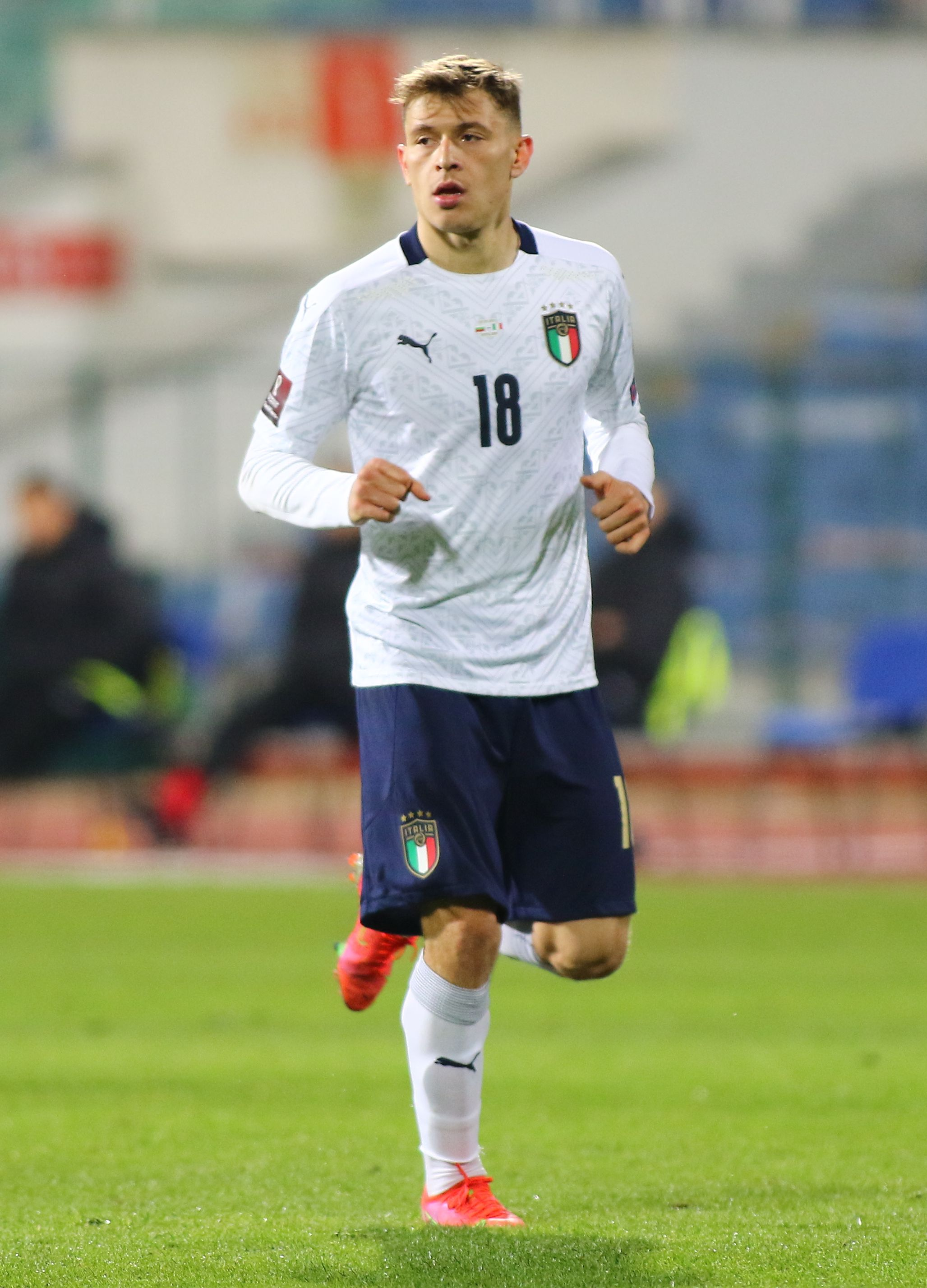
Nicolò Barella, eletto miglior centrocampista del campionato.

Tornata in campo dopo la lunga sosta per la disputa della rassegna iridata (che vede il centravanti Martínez laurearsi campione del mondo con la sua nazionale), la Beneamata vince di misura contro il Napoli, riducendo la distanza dalla vetta della classifica, salvo poi essere fermata sul pareggio dalla matricola Monza e scivolare nuovamente a dieci lunghezze dai partenopei. Perso contatto dalla vetta, i nerazzurri recuperano terreno su Juventus e Milan, le due più immediate inseguitrici del Napoli in campionato, vincendo di misura con il Verona. Il 18 gennaio, nella gara disputata allo stadio internazionale Re Fahd di Riad, l'Inter supera il Milan per 3-0 nella finale di Supercoppa italiana e si aggiudica il primo trofeo stagionale. Per i nerazzurri si tratta del secondo successo consecutivo della competizione e del settimo in assoluto, che consente l'aggancio proprio ai rossoneri nell'albo d'oro del torneo. Il girone d'andata si chiude con un'inaspettata sconfitta casalinga contro l'Empoli, vittorioso allo stadio Meazza dopo 19 anni, che determina la fine delle velleità di conquista dello scudetto. Con l'obiettivo stagionale circoscritto quindi alla qualificazione in Champions League e alla vittoria della coppa nazionale, nella prima giornata del girone di ritorno, l'Inter vince di misura con la Cremonese e sale al secondo posto, superando il Milan. Nel turno successivo i nerazzurri battono proprio i rivali cittadini rossoneri, distanziandoli di cinque punti. Dopo un deludente pareggio con la pericolante Sampdoria, arriva il successo con l'Udinese, che fa da preludio alla vittoria nell'andata degli ottavi di Champions League, ottenuta di misura contro il Porto (1-0). Il successo europeo, però, non sembra galvanizzare i nerazzurri, che in campionato raccolgono due sconfitte consecutive in trasferta contro Bologna e Spezia, intervallate dalla vittoria casalinga contro il Lecce. Nel ritorno degli ottavi di Champions League, l'Inter impatta a reti bianche allo stadio do Dragão e accede ai quarti di finale della massima competizione continentale, a dodici anni dalla volta precedente. Prima della sosta per le nazionali di marzo, i nerazzurri vengono sconfitti dalla Juventus (coi bianconeri che, in campionato, non s'imponevano al Meazza dal 2019) e scivolano al terzo posto in classifica.

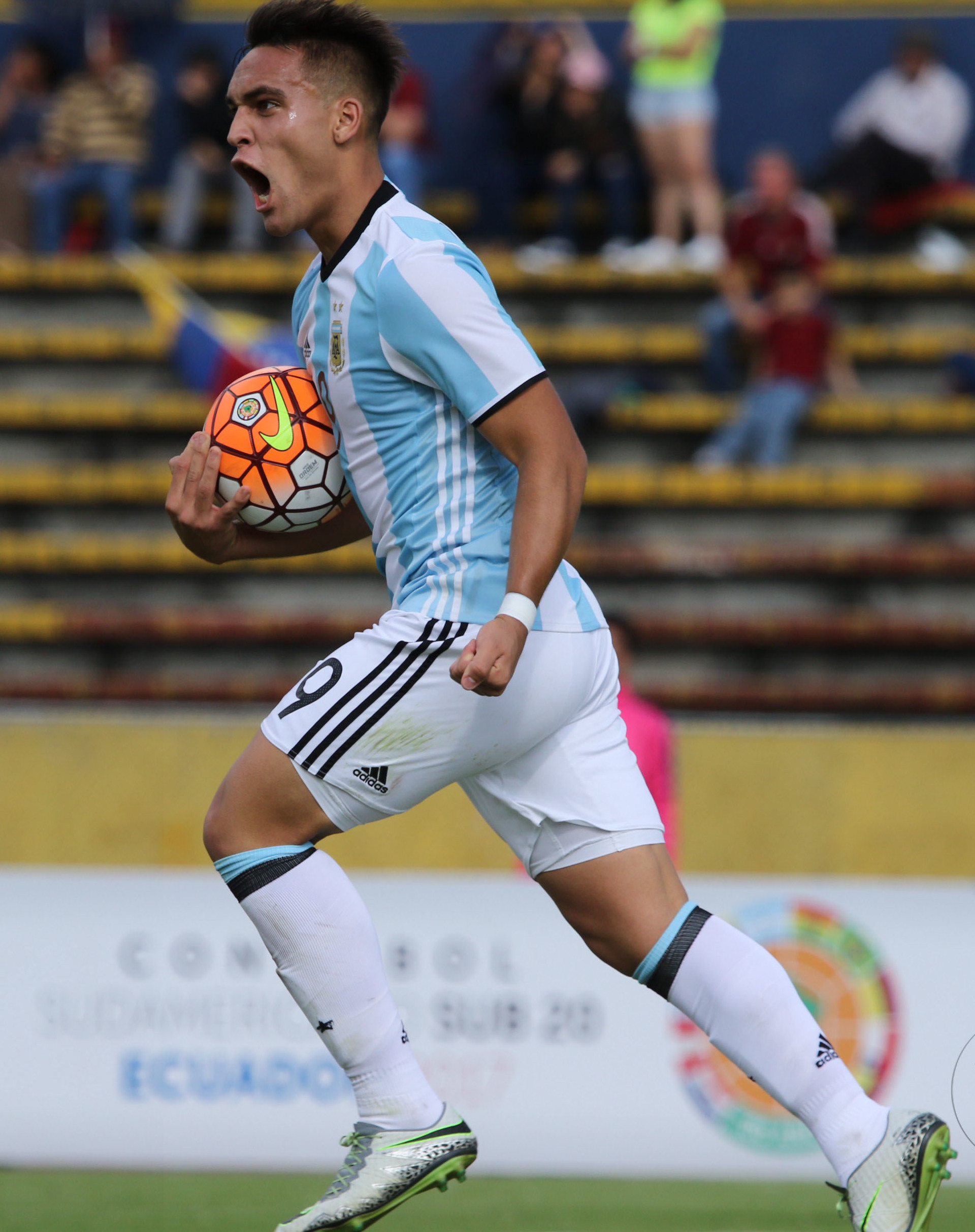
L'argentino Lautaro Martínez, alla quinta stagione in nerazzurro, fa segnare la sua miglior annata in termini di reti segnate.

Al ritorno dalla sosta per le partite delle nazionali, l'Inter cade in casa contro la Fiorentina (che non vinceva contro i nerazzurri dal 2017) e non va oltre un pareggio esterno con la Salernitana, scivolando al quinto posto in classifica. I nerazzurri, tuttavia, si riscattano prontamente in Champions League, andando a vincere contro il Benfica per 2-0 allo stadio da Luz nell'andata dei quarti di finale. Dopo un'altra sconfitta in campionato, questa volta contro il neopromosso Monza (la terza consecutiva in casa senza realizzare gol), i meneghini impattano per 3-3 con il Benfica allo stadio Meazza nel ritorno dei quarti di finale e avanzano alle semifinali della massima competizione continentale, a tredici anni di distanza dalla volta precedente. Ottenuto il passaggio del turno europeo, i nerazzurri superano prima l'Empoli e poi la Lazio nello scontro diretto, agganciando il quarto posto occupato a pari merito da Roma e Milan. Nella gara successiva, l'Inter batte nettamente il Verona e si guadagna la quarta piazza in solitaria. Nelle semifinali di Champions League, che vedono i nerazzurri opposti ai concittadini del Milan a venti anni di distanza dall'ultima volta (nella stagione 2002-2003) e a diciotto dall'ultimo precedente nella competizione (nella stagione 2004-2005), l'Inter si impone per 2-0 in trasferta e per 1-0 in casa, qualificandosi alla finale della massima competizione continentale a tredici anni di distanza da quella vittoriosa della stagione 2009-2010. Tra i due derby europei, arriva anche la vittoria contro il Sassuolo, che permette ai meneghini di salire al terzo posto e avvicinare la qualificazione alla Champions League, complice anche la penalizzazione della Juventus: l'obiettivo è raggiunto matematicamente alla penultima giornata, dopo l'ininfluente sconfitta con il Napoli e la vittoria casalinga contro l'Atalanta. L'epilogo del campionato, con la vittoria sul campo del Torino, certifica il terzo posto finale.
Il 10 giugno, allo stadio olimpico Atatürk di Istanbul, l'Inter disputa la sesta finale di Coppa dei Campioni/Champions League della propria storia, dopo le vittorie nei precedenti del 1964, del 1965 e del 2010 e le sconfitte in quelli del 1967 e del 1972: nell'inedita sfida contro gli inglesi del Manchester City, mai affrontati prima in competizioni UEFA, i nerazzurri escono battuti di misura per un gol di Rodri, mancando quindi la possibilità di trionfare per la quarta volta nella storia della massima competizione continentale.
Più felice l'esito del percorso in Coppa Italia, che l'Inter comincia direttamente dagli ottavi di finale: battuto il Parma in rimonta ai supplementari, i nerazzurri sconfiggono di misura l'Atalanta, accedendo alle semifinali della competizione per la quarta volta consecutiva. Nell'andata delle semifinali della coppa nazionale contro la Juventus, i meneghini pareggiano per 1-1 in rimonta, mentre al ritorno vincono per 1-0 e ottengono l'accesso all'atto conclusivo della manifestazione. Il 24 maggio allo stadio Olimpico di Roma, l'Inter conquista la coppa nazionale per il secondo anno di fila, battendo la Fiorentina per 2-1 con una doppietta di Martínez. Con questa vittoria, i nerazzurri agganciano la Roma al secondo posto dell'albo d'oro della competizione a quota nove successi, dietro solo alla Juventus a quota quattordici.

## Divise e sponsor

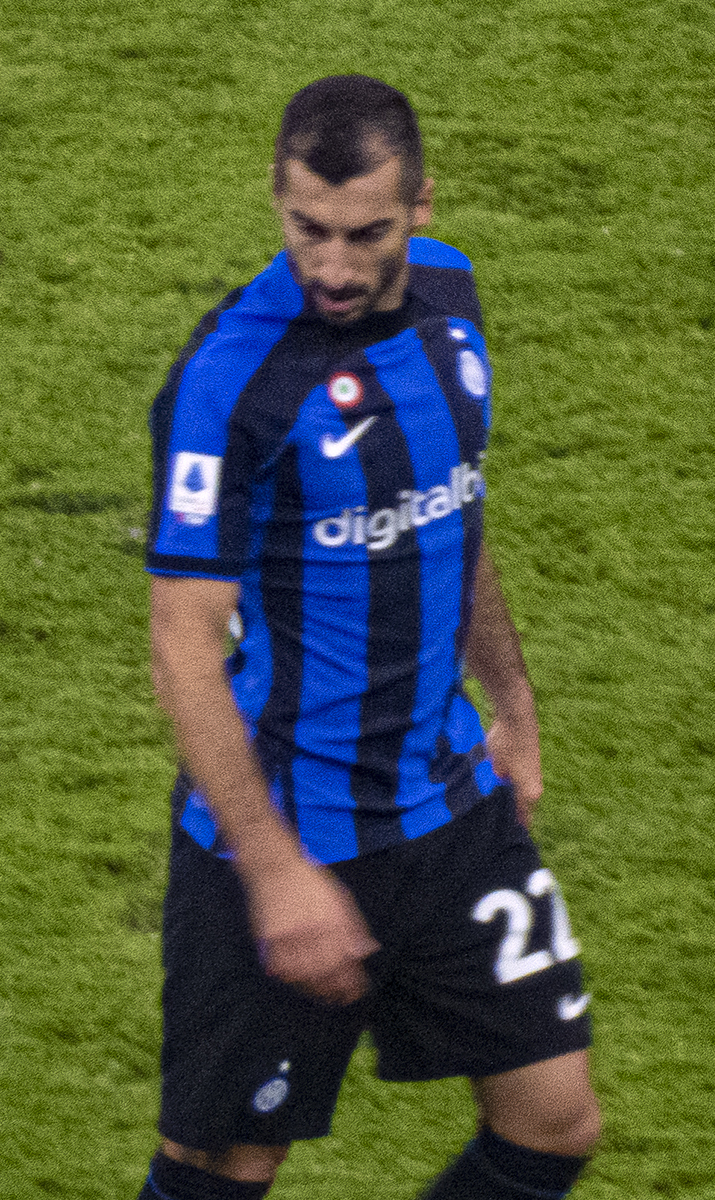
L'armeno Henrix Mxit'aryan, neoacquisto della stagione, con indosso la prima divisa nerazzurra recante il main sponsor DigitalBits, poi rimosso nel prosieguo dell'annata.

Lo sponsor tecnico per la stagione 2022-2023 è Nike, mentre gli sponsor ufficiali sono il main sponsor DigitalBits, che nella stagione precedente era stato sleeve sponsor e che sostituisce dopo un solo anno Socios.com, il back sponsor Lenovo, e lo sleeve sponsor eBay. Il training kit front partner è LeoVegas.News, mentre il training kit back partner è Konami. Dalla 32ª giornata di campionato, l'Inter rimuove il main sponsor dalle proprie divise a causa di inadempienze finanziarie da parte di DigitalBits. Per la 38ª giornata di campionato oltreché per la finale di UEFA Champions League, l'Inter ripristina un jersey partner sulle proprie maglie in seguito all'accordo con Paramount+.
La maglia home presenta un classico design a strisce nerazzurre ispirato agli anni sessanta (tre azzurre e quattro nere); superiormente la divisa presenta una striscia trasversale nerazzurra che prosegue nelle maniche. I pantaloncini sono neri con inserti azzurri, così come i calzettoni che presentano un bordino azzurro. La maglia away è bianca con una stampa di colore light acqua che raffigura un planisfero, a sottolineare lo spirito inclusivo e l'apertura al mondo del club. I pantaloncini sono bianchi con inserti light acqua, mentre i calzettoni sono bianchi con un bordino nero e light acqua. La maglia third è gialla, con il girocollo e i bordi delle maniche nerazzurri. I pantaloncini sono gialli con inserti azzurri, mentre i calzettoni sono gialli con un bordino nerazzurro. Le maglie dei portieri sono monocolori: nere, gialle, arancioni o verdi, contraddistinte da una trama di una gradazione leggermente più scura.
Nelle gare di Champions League contro il Viktoria Plzeň e il Barcellona, rispettivamente del 13 settembre e del 12 ottobre 2022, i giocatori hanno indossato una versione alternativa della maglia away, con il planisfero riprodotto tono su tono, in quanto il regolamento UEFA vieta ideogrammi e/o disegni sulle divise da gioco.
Nella gara di campionato contro l'Empoli del 23 gennaio 2023, i giocatori sono scesi in campo con una maglia speciale per celebrare il Capodanno cinese: i nomi sono scritti in caratteri cinesi, mentre i numeri sono in giallo e caratterizzati da una grafica personalizzata per la ricorrenza; inoltre, sulla manica è stata applicata una patch dedicata. Nella gara sempre di campionato contro lo Spezia del 10 marzo successivo, i calciatori hanno indossato una maglia speciale per celebrare i 115 anni dalla fondazione del club, con un ricamo dorato recante la scritta 115 years sotto lo stemma.
| Casa | Casa (alternativa) | Trasferta | Trasferta (alternativa) | Terza divisa |

| 1ª portiere | 2ª portiere | 3ª portiere | 4ª portiere |

## Organigramma societario
Area direttiva
- Presidente: Steven Zhang
- Vice Presidente: Javier Zanetti
- Consiglio di Amministrazione: Steven Zhang, Alessandro Antonello, Giuseppe Marotta, Yang Yang, Zhu Qing, Zhou Bin, Ying Ruohan, Daniel Kar Keung Tseung, Carlo Marchetti, Amedeo Carassai
- Collegio sindacale. Sindaci effettivi: Alessandro Padula, Roberto Cassader, Simone Biagiotti
- Amministratore Delegato Corporate: Alessandro Antonello
- Amministratore Delegato Sport: Giuseppe Marotta
- Chief Revenue Officer: Luca Danovaro
- Chief Financial Officer: Andrea Accinelli
- Chief People Officer: Lionel Sacchi
- Chief Operating Officer: Mark Van Huuksloot

Area comunicazione
- Chief Communications Officer: Matteo Pedinotti
- Media House Director: Roberto Monzani
- Head of Press Office and Editorial Content: Leo Picchi
- Responsabile Rapporti con i Media ed Eventi di Comunicazione: Luigi Crippa
- Ufficio Stampa: Daria Nicoli, Andrea Dal Canton, Federica Sala
- Presidente Onorario Inter Club: Bedy Moratti
- Direttore Responsabile Inter TV: Roberto Scarpini

Area sportiva
- Direttore sportivo: Piero Ausilio
- Vice Direttore Sportivo: Dario Baccin
- Club manager: Riccardo Ferri[87]
- Team manager: Matteo Tagliacarne

Area tecnica
- Allenatore: Simone Inzaghi
- Vice allenatore: Massimiliano Farris
- Collaboratori tecnici: Mario Cecchi, Ferruccio Cerasaro, Riccardo Rocchini
- Preparatori atletici: Fabio Ripert, Claudio Spicciarello
- Preparatore dei portieri: Gianluca Zappalà, Adriano Bonaiuti

Football analysis area
- Responsabile area match analysis: Filippo Lorenzon
- Match analysts: Stefano Castellani, Giacomo Toninato, Salvatore Rustico
- Fitness data analyst: Marcello Muratore

Area sanitaria
- Responsabile settore medico: Piero Volpi
- Medici prima squadra: Claudio Sprenger, Alessandro Quaglia, Lorenzo Brambilla
- Coordinatore fisioterapisti: Marco Dellacasa
- Fisioterapisti: Leonardo Arici, Ramon Cavallin, Miro Carli, Davide Lama,
- Fisioterapista/osteopata: Andrea Veschi
- Nutrizionista: Matteo Pincella

## Rosa
Rosa e numerazione aggiornate al 31 gennaio 2023.
| N. |                                 | Ruolo | Calciatore                  |
| -- | ------------------------------- | ----- | --------------------------- |
| 1  | Slovenia (bandiera)             | P     | Samir Handanovič (capitano) |
| 2  | Paesi Bassi (bandiera)          | C     | Denzel Dumfries             |
| 5  | Italia (bandiera)               | C     | Roberto Gagliardini         |
| 6  | Paesi Bassi (bandiera)          | D     | Stefan de Vrij              |
| 8  | Germania (bandiera)             | C     | Robin Gosens                |
| 9  | Bosnia ed Erzegovina (bandiera) | A     | Edin Džeko                  |
| 10 | Argentina (bandiera)            | A     | Lautaro Martínez            |
| 11 | Argentina (bandiera)            | A     | Joaquín Correa              |
| 12 | Italia (bandiera)               | D     | Raoul Bellanova             |
| 14 | Albania (bandiera)              | C     | Kristjan Asllani            |
| 15 | Italia (bandiera)               | D     | Francesco Acerbi            |
| 16 | Italia (bandiera)               | A     | Eddie Salcedo               |
| 20 | Turchia (bandiera)              | C     | Hakan Çalhanoğlu            |
| 21 | Italia (bandiera)               | P     | Alex Cordaz                 |
| 22 | Armenia (bandiera)              | C     | Henrix Mxit'aryan           |
| 23 | Italia (bandiera)               | C     | Nicolò Barella              |
| 24 | Camerun (bandiera)              | P     | André Onana                 |

| N. |                       | Ruolo | Calciatore                        |
| -- | --------------------- | ----- | --------------------------------- |
| 32 | Italia (bandiera)     | D     | Federico Dimarco                  |
| 33 | Italia (bandiera)     | D     | Danilo D'Ambrosio (vice-capitano) |
| 36 | Italia (bandiera)     | D     | Matteo Darmian                    |
| 37 | Slovacchia (bandiera) | D     | Milan Škriniar                    |
| 40 | Grecia (bandiera)     | P     | Nikolaos Botis                    |
| 42 | Francia (bandiera)    | C     | Lucien Agoumé                     |
| 42 | Italia (bandiera)     | A     | Dennis Curatolo                   |
| 43 | Nigeria (bandiera)    | C     | Ebenezer Akinsanmiro              |
| 45 | Argentina (bandiera)  | C     | Valentín Carboni                  |
| 46 | Italia (bandiera)     | D     | Mattia Zanotti                    |
| 47 | Italia (bandiera)     | D     | Alessandro Fontanarosa            |
| 49 | Francia (bandiera)    | C     | Issiaka Kamate                    |
| 50 | Serbia (bandiera)     | C     | Aleksandar Stanković              |
| 77 | Croazia (bandiera)    | C     | Marcelo Brozović                  |
| 90 | Belgio (bandiera)     | A     | Romelu Lukaku                     |
| 95 | Italia (bandiera)     | D     | Alessandro Bastoni                |

## Calciomercato

### Sessione estiva (dal 1º luglio al 1º settembre)
| Acquisti         | Acquisti                 | Acquisti      | Acquisti                                                      |
| R.               | Nome                     | da            | Modalità                                                      |
| ---------------- | ------------------------ | ------------- | ------------------------------------------------------------- |
| P                | André Onana              |               | svincolato                                                    |
| P                | Filip Stanković          | Volendam      | fine prestito                                                 |
| D                | Francesco Acerbi         | Lazio         | prestito con diritto di opzione (3,5 milioni €)               |
| D                | Raoul Bellanova          | Cagliari      | prestito (3 milioni €) con diritto di opzione (7 milioni €)   |
| D                | Dalbert                  | Cagliari      | fine prestito                                                 |
| D                | Lorenzo Pirola           | Monza         | fine prestito                                                 |
| D                | Zinho Vanheusden         | Genoa         | fine prestito                                                 |
| C                | Lucien Agoumé            | Brest         | fine prestito                                                 |
| C                | Kristjan Asllani         | Empoli        | prestito (4 milioni €) con obbligo di riscatto (10 milioni €) |
| C                | Robin Gosens             | Atalanta      | riscatto del cartellino (15 milioni €)                        |
| C                | Valentino Lazaro         | Benfica       | fine prestito                                                 |
| C                | Henrix Mxit'aryan        |               | svincolato                                                    |
| C                | Stefano Sensi            | Sampdoria     | fine prestito                                                 |
| A                | Joaquín Correa           | Lazio         | riscatto del cartellino (23,6 milioni €)                      |
| A                | Sebastiano Esposito      | Basilea       | fine prestito                                                 |
| A                | Andrea Pinamonti         | Empoli        | fine prestito                                                 |
| A                | Romelu Lukaku            | Chelsea       | prestito (8 milioni € più 4 milioni € di bonus)               |
| A                | Eddie Salcedo            | Genoa         | fine prestito                                                 |
| A                | Martín Satriano          | Brest         | fine prestito                                                 |
| Altre operazioni |                          |               |                                                               |
| R.               | Nome                     | da            | Modalità                                                      |
| P                | Fabrizio Bagheria        | Pro Sesto     | fine prestito                                                 |
| D                | Niccolò Corrado          | Feralpisalò   | fine prestito                                                 |
| D                | Christian Dimarco        | Fiorenzuola   | fine prestito                                                 |
| D                | Lorenzo Moretti          | Pistoiese     | fine prestito                                                 |
| D                | Edoardo Sottini          | Pistoiese     | fine prestito                                                 |
| D                | Davide Zugaro De Matteis | Virtus Verona | fine prestito                                                 |
| C                | Christopher Attys        | Sebenico      | fine prestito                                                 |
| C                | Riccardo Boscolo Chio    | Imolese       | fine prestito                                                 |
| C                | Jacopo Giannelli         | Pro Sesto     | fine prestito                                                 |
| C                | Tibo Persyn              | Club Bruges   | fine prestito                                                 |
| C                | Marco Pompetti           | Pescara       | fine prestito                                                 |
| C                | Niccolò Squizzato        | Juve Stabia   | fine prestito                                                 |
| C                | Franco Vezzoni           | Pro Patria    | fine prestito                                                 |
| A                | Matias Fonseca           | Pergolettese  | fine prestito                                                 |
| A                | Samuele Mulattieri       | Crotone       | fine prestito                                                 |
| A                | Gaetano Oristanio        | Volendam      | fine prestito                                                 |

| Cessioni         | Cessioni                 | Cessioni         | Cessioni                                           |
| R.               | Nome                     | a                | Modalità                                           |
| ---------------- | ------------------------ | ---------------- | -------------------------------------------------- |
| P                | Ionuț Radu               | Cremonese        | prestito                                           |
| P                | Filip Stanković          | Volendam         | prestito                                           |
| D                | Aleksandar Kolarov       |                  | fine carriera                                      |
| D                | Lorenzo Pirola           | Salernitana      | prestito con diritto di opzione e contro-opzione   |
| D                | Andrea Ranocchia         |                  | svincolato                                         |
| D                | Zinho Vanheusden         | AZ Alkmaar       | prestito con diritto di opzione e contro-opzione   |
| C                | Lucien Agoumé            | Troyes           | prestito                                           |
| C                | Valentino Lazaro         | Torino           | prestito con diritto di opzione                    |
| C                | Ivan Perišić             |                  | svincolato                                         |
| C                | Stefano Sensi            | Monza            | prestito                                           |
| C                | Matías Vecino            |                  | svincolato                                         |
| C                | Arturo Vidal             |                  | risoluzione del contratto                          |
| A                | Felipe Caicedo           | Genoa            | fine prestito                                      |
| A                | Sebastiano Esposito      | Anderlecht       | prestito con diritto di opzione e contro-opzione   |
| A                | Andrea Pinamonti         | Sassuolo         | prestito con obbligo di riscatto (20 milioni €)    |
| A                | Eddie Salcedo            | Bari             | prestito con diritto di opzione                    |
| A                | Alexis Sánchez           |                  | risoluzione del contratto                          |
| A                | Martín Satriano          | Empoli           | prestito                                           |
| Altre operazioni |                          |                  |                                                    |
| R.               | Nome                     | a                | Modalità                                           |
| P                | Fabrizio Bagheria        | Recanatese       | prestito                                           |
| P                | Michele Di Gregorio      | Monza            | riscatto del cartellino (4 milioni €)              |
| D                | Franco Carboni           | Cagliari         | prestito                                           |
| D                | Niccolò Corrado          | Ternana          | definitivo                                         |
| D                | Christian Dimarco        | Feralpisalò      | definitivo                                         |
| D                | Andreaw Gravillon        | Stade Reims      | riscatto del cartellino (3,5 milioni €)            |
| D                | Lorenzo Moretti          | Avellino         | definitivo                                         |
| D                | Alessandro Silvestro     | Pro Vercelli     | prestito con diritto di opzione e contro-opzione   |
| D                | Edoardo Sottini          | Triestina        | prestito                                           |
| D                | Davide Zugaro De Matteis | Sangiuliano City | prestito                                           |
| C                | Riccardo Boscolo Chio    | Pro Sesto        | definitivo                                         |
| C                | Cesare Casadei           | Chelsea          | definitivo (15 milioni € più 5 milioni € di bonus) |
| C                | Lorenzo Gavioli          | Reggina          | riscatto del cartellino                            |
| C                | Tibo Persyn              | PSV              | prestito con diritto di opzione e contro-opzione   |
| C                | Marco Pompetti           | Südtirol         | prestito                                           |
| C                | Niccolò Squizzato        | Renate           | prestito                                           |
| C                | Franco Vezzoni           | Pro Patria       | prestito                                           |
| A                | Matias Fonseca           | Imolese          | prestito                                           |
| A                | Samuele Mulattieri       | Frosinone        | prestito con diritto di opzione e contro-opzione   |
| A                | Gaetano Oristanio        | Volendam         | prestito                                           |
| A                | Fabio Abiuso             | Modena           | fine prestito                                      |

### Sessione invernale (dal 2 al 31 gennaio)
| Acquisti         | Acquisti             | Acquisti   | Acquisti      |
| R.               | Nome                 | da         | Modalità      |
| ---------------- | -------------------- | ---------- | ------------- |
| P                | Ionuț Radu           | Cremonese  | fine prestito |
| A                | Sebastiano Esposito  | Anderlecht | fine prestito |
| A                | Eddie Salcedo        | Bari       | fine prestito |
| Altre operazioni |                      |            |               |
| R.               | Nome                 | da         | Modalità      |
| P                | Fabrizio Bagheria    | Recanatese | fine prestito |
| D                | Franco Carboni       | Cagliari   | fine prestito |
| C                | Ebenezer Akinsanmiro | Remo Stars | definitivo    |
| A                | Matias Fonseca       | Imolese    | fine prestito |

| Cessioni         | Cessioni            | Cessioni             | Cessioni                                         |
| R.               | Nome                | a                    | Modalità                                         |
| ---------------- | ------------------- | -------------------- | ------------------------------------------------ |
| P                | Ionuț Radu          | Auxerre              | prestito                                         |
| A                | Sebastiano Esposito | Bari                 | prestito                                         |
| A                | Eddie Salcedo       | Genoa                | prestito con diritto di opzione                  |
| Altre operazioni |                     |                      |                                                  |
| R.               | Nome                | da                   | Modalità                                         |
| P                | Fabrizio Bagheria   | Livorno              | prestito                                         |
| D                | Franco Carboni      | Monza                | prestito con diritto di opzione e contro-opzione |
| A                | Matias Fonseca      | Montevideo Wanderers | definitivo                                       |

## Risultati

### Serie A

#### Girone di andata
| Arbitro: | Prontera (Bologna) |

|            |           |                          |
| Ceesay 48’ | Marcatori | 2’ Lukaku 90+5’ Dumfries |

| Arbitro: | Ghersini (Genova) |

|                                        |           |  |
| Martínez 35’ Çalhanoğlu 52’ Correa 82’ | Marcatori |  |

| Arbitro: | Fabbri (Ravenna) |

|                                                |           |              |
| Felipe Anderson 40’ Luis Alberto 75’ Pedro 86’ | Marcatori | 51’ Martínez |

| Arbitro: | Fourneau (Roma) |

|                                     |           |             |
| Correa 12’ Barella 38’ Martínez 76’ | Marcatori | 90’ Okereke |

| Arbitro: | Chiffi (Padova) |

|                          |           |                        |
| Leão 28’, 60’ Giroud 54’ | Marcatori | 21’ Brozović 67’ Džeko |

| Arbitro: | Ayroldi (Molfetta) |

|              |           |  |
| Brozović 89’ | Marcatori |  |

| Arbitro: | Valeri (Roma) |

|                                            |           |            |
| Škriniar 22’ (aut.) Bijol 85’ Arslan 90+3’ | Marcatori | 5’ Barella |

| Arbitro: | Massa (Imperia) |

|             |           |                         |
| Dimarco 30’ | Marcatori | 39’ Dybala 75’ Smalling |

| Arbitro: | Sozza (Seregno) |

|              |           |                |
| Frattesi 60’ | Marcatori | 44’, 75’ Džeko |

| Arbitro: | Sacchi (Macerata) |

|                          |           |  |
| Martínez 14’ Barella 58’ | Marcatori |  |

| Arbitro: | Valeri (Roma) |

|                                       |           |                                                      |
| Cabral 33’ (rig.) Ikoné 60’ Jović 90’ | Marcatori | 2’ Barella 15’, 73’ (rig.) Martínez 90+5’ Mxit'aryan |

| Arbitro: | Massimi (Termoli) |

|                                    |           |  |
| De Vrij 21’ Barella 44’ Correa 73’ | Marcatori |  |

| Arbitro: | Doveri (Roma) |

|                        |           |  |
| Rabiot 52’ Fagioli 85’ | Marcatori |  |

| Arbitro: | Colombo (Como) |

|                                                                          |           |                 |
| Džeko 26’ Dimarco 36’, 48’ Martínez 42’ Çalhanoğlu 59’ (rig.) Gosens 76’ | Marcatori | 22’ Lykogiannīs |

| Arbitro: | Chiffi (Padova) |

|                                 |           |                                    |
| Lookman 25’ (rig.) Palomino 77’ | Marcatori | 36’, 56’ Džeko 61’ (aut.) Palomino |

| Arbitro: | Sozza (Seregno) |

|           |           |  |
| Džeko 56’ | Marcatori |  |

| Arbitro: | Sacchi (Macerata) |

|                                   |           |                          |
| Ciurria 11’ Dumfries 90+3’ (aut.) | Marcatori | 10’ Darmian 22’ Martínez |

| Arbitro: | Fabbri (Ravenna) |

|             |           |  |
| Martínez 3’ | Marcatori |  |

| Arbitro: | Rapuano (Rimini) |

|  |           |              |
|  | Marcatori | 66’ Baldanzi |

#### Girone di ritorno
| Arbitro: | Mariani (Aprilia) |

|             |           |                   |
| Okereke 11’ | Marcatori | 21’, 65’ Martínez |

| Arbitro: | Massa (Imperia) |

|              |           |  |
| Martínez 34’ | Marcatori |  |

| Genova 13 febbraio 2023, ore 20:45 CET 22ª giornata | Sampdoria        | 0 – 0 referto | Inter | Stadio Luigi Ferraris (21 575 spett.)\| Arbitro: \| Maresca (Napoli) \| |
| Arbitro:                                            | Maresca (Napoli) |               |       |                                                                         |

| Arbitro: | Dionisi (L'Aquila) |

|                                               |           |            |
| Lukaku 20’ (rig.) Mxit'aryan 73’ Martínez 89’ | Marcatori | 43’ Lovric |

| Arbitro: | Orsato (Schio) |

|              |           |  |
| Orsolini 76’ | Marcatori |  |

| Arbitro: | Manganiello (Pinerolo) |

|                             |           |  |
| Mxit'aryan 29’ Martínez 53’ | Marcatori |  |

| Arbitro: | Marinelli (Tivoli) |

|                              |           |                   |
| Maldini 55’ Nzola 87’ (rig.) | Marcatori | 83’ (rig.) Lukaku |

| Arbitro: | Chiffi (Padova) |

|  |           |            |
|  | Marcatori | 23’ Kostić |

| Arbitro: | Maresca (Napoli) |

|  |           |                 |
|  | Marcatori | 53’ Bonaventura |

| Arbitro: | Fabbri (Ravenna) |

|              |           |           |
| Candreva 90’ | Marcatori | 6’ Gosens |

| Arbitro: | Pairetto (Nichelino) |

|  |           |               |
|  | Marcatori | 78’ Caldirola |

| Arbitro: | Marinelli (Tivoli) |

|  |           |                              |
|  | Marcatori | 48’, 76’ Lukaku 88’ Martínez |

| Arbitro: | Guida (Torre Annunziata) |

|                              |           |                     |
| Martínez 78’, 90’ Gosens 83’ | Marcatori | 30’ Felipe Anderson |

| Arbitro: | Orsato (Schio) |

|  |           |                                                                    |
|  | Marcatori | 31’ (aut.) Gaich 36’ Çalhanoğlu 38’, 61’ Džeko 55’, 90+2’ Martínez |

| Arbitro: | Maresca (Napoli) |

|  |           |                        |
|  | Marcatori | 33’ Dimarco 74’ Lukaku |

| Arbitro: | Marcenaro (Genova) |

|                                                   |           |                           |
| Lukaku 41’, 89’ Tressoldi 55’ (aut.) Martínez 58’ | Marcatori | 63’ Henrique 77’ Frattesi |

| Arbitro: | Marinelli (Tivoli) |

|                                           |           |            |
| Anguissa 67’ Di Lorenzo 85’ Gaetano 90+4’ | Marcatori | 82’ Lukaku |

| Arbitro: | Orsato (Schio) |

|                                   |           |                                |
| Lukaku 1’ Barella 3’ Martínez 77’ | Marcatori | 36’ Pašalić 90+1’ (aut.) Onana |

| Arbitro: | Fabbri (Ravenna) |

|  |           |              |
|  | Marcatori | 37’ Brozović |

### Coppa Italia

#### Fase finale
| Arbitro: | Prontera (Bologna) |

|                          |           |           |
| Martínez 88’ Acerbi 110’ | Marcatori | 38’ Jurić |

| Arbitro: | Chiffi (Padova) |

|             |           |  |
| Darmian 57’ | Marcatori |  |

| Arbitro: | Massa (Imperia) |

|              |           |                     |
| Cuadrado 83’ | Marcatori | 90+5’ (rig.) Lukaku |

| Arbitro: | Doveri (Roma) |

|             |           |  |
| Dimarco 15’ | Marcatori |  |

| Arbitro: | Irrati (Pistoia) |

|             |           |                   |
| González 3’ | Marcatori | 29’, 37’ Martínez |

### UEFA Champions League

#### Fase a gironi
| Arbitro: | Turpin |

|  |           |                                |
|  | Marcatori | 25’ Sané 66’ (aut.) D'Ambrosio |

| Arbitro: | Schärer |

|  |           |                        |
|  | Marcatori | 20’ Džeko 70’ Dumfries |

| Arbitro: | Vinčić |

|                  |           |  |
| Çalhanoğlu 45+2’ | Marcatori |  |

| Arbitro: | Marciniak |

|                                    |           |                                     |
| Dembélé 40’ Lewandowski 85’, 90+2’ | Marcatori | 50’ Barella 63’ Martínez 89’ Gosens |

| Arbitro: | Ekberg |

|                                          |           |  |
| Mxit'aryan 35’ Džeko 42’, 66’ Lukaku 87’ | Marcatori |  |

| Arbitro: | Kružliak |

|                              |           |  |
| Pavard 32’ Choupo-Moting 72’ | Marcatori |  |

#### Fase a eliminazione diretta
| Arbitro: | Jovanović |

|            |           |  |
| Lukaku 86’ | Marcatori |  |

| Porto 14 marzo 2023, ore 21:00 CET Ottavi di finale - Ritorno | Porto     | 0 – 0 referto | Inter | Stadio do Dragão (48 015 spett.)\| Arbitro: \| Marciniak \| |
| Arbitro:                                                      | Marciniak |               |       |                                                             |

| Arbitro: | Oliver |

|  |           |                               |
|  | Marcatori | 51’ Barella 82’ (rig.) Lukaku |

| Arbitro: | Del Cerro Grande |

|                                     |           |                                  |
| Barella 14’ Martínez 65’ Correa 78’ | Marcatori | 38’ Aursnes 86’ Silva 90+5’ Musa |

| Arbitro: | Gil Manzano |

|  |           |                         |
|  | Marcatori | 8’ Džeko 11’ Mxit'aryan |

| Arbitro: | Turpin |

|              |           |  |
| Martínez 74’ | Marcatori |  |

| Arbitro: | Marciniak |

|           |           |  |
| Rodri 68’ | Marcatori |  |

### Supercoppa italiana
| Arbitro: | Maresca (Napoli) |

|  |           |                                    |
|  | Marcatori | 10’ Dimarco 21’ Džeko 77’ Martínez |

## Statistiche

### Statistiche di squadra
| Competizione        | Punti | In casa | In casa | In casa | In casa | In casa | In casa | In trasferta | In trasferta | In trasferta | In trasferta | In trasferta | In trasferta | In campo neutro | In campo neutro | In campo neutro | In campo neutro | In campo neutro | In campo neutro | Totale | Totale | Totale | Totale | Totale | Totale | DR  |
| Competizione        | Punti | G       | V       | N       | P       | Gf      | Gs      | G            | V            | N            | P            | Gf           | Gs           | G               | V               | N               | P               | Gf              | Gs              | G      | V      | N      | P      | Gf     | Gs     | DR  |
| ------------------- | ----- | ------- | ------- | ------- | ------- | ------- | ------- | ------------ | ------------ | ------------ | ------------ | ------------ | ------------ | --------------- | --------------- | --------------- | --------------- | --------------- | --------------- | ------ | ------ | ------ | ------ | ------ | ------ | --- |
| Serie A             | 72    | 19      | 14      | 0       | 5       | 37      | 14      | 19           | 9            | 3            | 7            | 34           | 28           | 0               | 0               | 0               | 0               | 0               | 0               | 38     | 23     | 3      | 12     | 71     | 42     | +29 |
| Coppa Italia        | -     | 3       | 3       | 0       | 0       | 4       | 1       | 1            | 0            | 1            | 0            | 1            | 1            | 1               | 1               | 0               | 0               | 2               | 1               | 5      | 4      | 1      | 0      | 7      | 3      | +4  |
| Champions League    | 10    | 6       | 4       | 1       | 1       | 10      | 5       | 6            | 3            | 2            | 1            | 9            | 5            | 1               | 0               | 0               | 1               | 0               | 1               | 13     | 7      | 3      | 3      | 19     | 11     | +8  |
| Supercoppa italiana | 0     | 0       | 0       | 0       | 0       | 0       | 0       | 0            | 0            | 0            | 0            | 0            | 0            | 1               | 1               | 0               | 0               | 3               | 0               | 1      | 1      | 0      | 0      | 3      | 0      | +3  |
| Totale              | -     | 28      | 21      | 1       | 6       | 51      | 20      | 26           | 12           | 6            | 8            | 44           | 34           | 3               | 2               | 0               | 1               | 5               | 2               | 57     | 35     | 7      | 15     | 100    | 56     | +44 |

### Andamento in campionato
| Giornata  | 1 | 2 | 3 | 4 | 5 | 6 | 7 | 8 | 9 | 10 | 11 | 12 | 13 | 14 | 15 | 16 | 17 | 18 | 19 | 20 | 21 | 22 | 23 | 24 | 25 | 26 | 27 | 28 | 29 | 30 | 31 | 32 | 33 | 34 | 35 | 36 | 37 | 38 |
| --------- | - | - | - | - | - | - | - | - | - | -- | -- | -- | -- | -- | -- | -- | -- | -- | -- | -- | -- | -- | -- | -- | -- | -- | -- | -- | -- | -- | -- | -- | -- | -- | -- | -- | -- | -- |
| Luogo     | T | C | T | C | T | C | T | C | T | C  | T  | C  | T  | C  | T  | C  | T  | C  | C  | T  | C  | T  | C  | T  | C  | T  | C  | C  | T  | C  | T  | C  | T  | T  | C  | T  | C  | T  |
| Risultato | V | V | P | V | P | V | P | P | V | V  | V  | V  | P  | V  | V  | V  | N  | V  | P  | V  | V  | N  | V  | P  | V  | P  | P  | P  | N  | P  | V  | V  | V  | V  | V  | P  | V  | V  |
| Posizione | 1 | 2 | 7 | 3 | 8 | 6 | 7 | 9 | 7 | 7  | 7  | 6  | 7  | 6  | 5  | 4  | 4  | 3  | 4  | 2  | 2  | 2  | 2  | 2  | 2  | 2  | 3  | 4  | 5  | 5  | 6  | 4  | 4  | 4  | 3  | 3  | 3  | 3  |

Legenda:

Luogo: C = Casa; T = Trasferta. Risultato: V = Vittoria; N = Pareggio; P = Sconfitta.

### Statistiche dei giocatori
Sono in corsivo i calciatori che hanno lasciato la società a stagione in corso.
| Giocatore      | Serie A  | Serie A | Serie A     | Serie A    | Coppa Italia | Coppa Italia | Coppa Italia | Coppa Italia | Champions League | Champions League | Champions League | Champions League | Supercoppa italiana | Supercoppa italiana | Supercoppa italiana | Supercoppa italiana | Totale   | Totale | Totale      | Totale     |
| Giocatore      | Presenze | Reti    | Ammonizioni | Espulsioni | Presenze     | Reti         | Ammonizioni  | Espulsioni   | Presenze         | Reti             | Ammonizioni      | Espulsioni       | Presenze            | Reti                | Ammonizioni         | Espulsioni          | Presenze | Reti   | Ammonizioni | Espulsioni |
| -------------- | -------- | ------- | ----------- | ---------- | ------------ | ------------ | ------------ | ------------ | ---------------- | ---------------- | ---------------- | ---------------- | ------------------- | ------------------- | ------------------- | ------------------- | -------- | ------ | ----------- | ---------- |
| F. Acerbi      | 31       | 0       | 4           | 0          | 5            | 1            | 0            | 0            | 12               | 0                | 1                | 0                | 1                   | 0                   | 0                   | 0                   | 49       | 1      | 5           | 0          |
| L. Agoumé      | 0        | 0       | 0           | 0          | -            | -            | -            | -            | -                | -                | -                | -                | -                   | -                   | -                   | -                   | 0        | 0      | 0           | 0          |
| K. Asllani     | 20       | 0       | 2           | 0          | 3            | 0            | 0            | 0            | 5                | 0                | 0                | 0                | 1                   | 0                   | 0                   | 0                   | 29       | 0      | 2           | 0          |
| N. Barella     | 35       | 6       | 5           | 0          | 4            | 0            | 0            | 0            | 12               | 3                | 3                | 0                | 1                   | 0                   | 1                   | 0                   | 52       | 9      | 9           | 0          |
| A. Bastoni     | 29       | 0       | 3           | 0          | 4            | 0            | 1            | 0            | 12               | 0                | 2                | 0                | 1                   | 0                   | 0                   | 0                   | 46       | 0      | 6           | 0          |
| R. Bellanova   | 18       | 0       | 0           | 0          | 1            | 0            | 0            | 0            | 3                | 0                | 0                | 0                | 0                   | 0                   | 0                   | 0                   | 22       | 0      | 0           | 0          |
| M. Brozović    | 28       | 3       | 8           | 0          | 3            | 0            | 1            | 0            | 9                | 0                | 1                | 0                | 0                   | 0                   | 0                   | 0                   | 40       | 3      | 10          | 0          |
| H. Çalhanoğlu  | 33       | 3       | 3           | 0          | 3            | 0            | 0            | 0            | 12               | 1                | 1                | 0                | 1                   | 0                   | 1                   | 0                   | 49       | 4      | 5           | 0          |
| V. Carboni     | 5        | 0       | 0           | 0          | 0            | 0            | 0            | 0            | 1                | 0                | 0                | 0                | 0                   | 0                   | 0                   | 0                   | 6        | 0      | 0           | 0          |
| A. Cordaz      | 1        | 0       | 0           | 0          | 0            | 0            | 0            | 0            | 0                | 0                | 0                | 0                | 0                   | 0                   | 0                   | 0                   | 1        | 0      | 0           | 0          |
| J. Correa      | 26       | 3       | 1           | 0          | 5            | 0            | 1            | 0            | 9                | 1                | 0                | 0                | 1                   | 0                   | 0                   | 0                   | 41       | 4      | 2           | 0          |
| D. D'Ambrosio  | 15       | 0       | 2           | 1          | 3            | 0            | 0            | 0            | 6                | 0                | 0                | 0                | 0                   | 0                   | 0                   | 0                   | 24       | 0      | 2           | 1          |
| M. Darmian     | 31       | 1       | 3           | 0          | 5            | 1            | 0            | 0            | 11               | 0                | 1                | 0                | 1                   | 0                   | 0                   | 0                   | 48       | 2      | 4           | 0          |
| F. Dimarco     | 33       | 4       | 0           | 0          | 5            | 1            | 1            | 0            | 11               | 0                | 2                | 0                | 1                   | 1                   | 0                   | 0                   | 50       | 6      | 3           | 0          |
| S. de Vrij     | 27       | 1       | 4           | 0          | 3            | 0            | 0            | 0            | 7                | 0                | 1                | 0                | 1                   | 0                   | 0                   | 0                   | 38       | 1      | 5           | 0          |
| D. Dumfries    | 34       | 1       | 4           | 0          | 5            | 0            | 0            | 0            | 12               | 1                | 0                | 0                | 0                   | 0                   | 0                   | 0                   | 51       | 2      | 4           | 0          |
| E. Džeko       | 33       | 9       | 3           | 0          | 5            | 0            | 0            | 0            | 13               | 4                | 2                | 0                | 1                   | 1                   | 0                   | 0                   | 52       | 14     | 5           | 0          |
| A. Fontanarosa | 0        | 0       | 0           | 0          | 0            | 0            | 0            | 0            | 0                | 0                | 0                | 0                | 0                   | 0                   | 0                   | 0                   | 0        | 0      | 0           | 0          |
| R. Gagliardini | 19       | 0       | 4           | 1          | 3            | 0            | 0            | 0            | 6                | 0                | 1                | 0                | 1                   | 0                   | 0                   | 0                   | 29       | 0      | 5           | 1          |
| R. Gosens      | 32       | 3       | 2           | 0          | 5            | 0            | 1            | 0            | 11               | 1                | 1                | 0                | 1                   | 0                   | 0                   | 0                   | 49       | 4      | 4           | 0          |
| S. Handanovič  | 14       | -18     | 0           | 0          | 2            | -2           | 0            | 1            | 0                | 0                | 0                | 0                | 0                   | 0                   | 0                   | 0                   | 16       | -20    | 0           | 1          |
| R. Lukaku      | 25       | 10      | 0           | 0          | 4            | 1            | 2            | 1            | 8                | 3                | 1                | 0                | 0                   | 0                   | 0                   | 0                   | 37       | 14     | 3           | 1          |
| L. Martínez    | 38       | 21      | 3           | 0          | 5            | 3            | 1            | 0            | 13               | 3                | 3                | 0                | 1                   | 1                   | 1                   | 0                   | 57       | 28     | 8           | 0          |
| H. Mxit'aryan  | 31       | 3       | 4           | 0          | 4            | 0            | 1            | 0            | 13               | 2                | 2                | 0                | 1                   | 0                   | 0                   | 0                   | 49       | 5      | 7           | 0          |
| A. Onana       | 24       | -24     | 1           | 0          | 3            | -1           | 0            | 0            | 13               | -11              | 2                | 0                | 1                   | 0                   | 0                   | 0                   | 41       | -36    | 3           | 0          |
| E. Salcedo     | 0        | 0       | 0           | 0          | -            | -            | -            | -            | -                | -                | -                | -                | -                   | -                   | -                   | -                   | 0        | 0      | 0           | 0          |
| M. Škriniar    | 21       | 0       | 4           | 1          | 1            | 0            | 0            | 0            | 8                | 0                | 0                | 0                | 1                   | 0                   | 0                   | 0                   | 31       | 0      | 4           | 1          |
| M. Zanotti     | 2        | 0       | 0           | 0          | 0            | 0            | 0            | 0            | 0                | 0                | 0                | 0                | 0                   | 0                   | 0                   | 0                   | 2        | 0      | 0           | 0          |

## Giovanili

### Organigramma
Area direttiva
- Direttore: Roberto Samaden
- Responsabile Tecnico: Daniele Bernazzani
- Responsabile Scouting Italia: Giuseppe Giavardi
- Responsabile Medico: Marco Galli
- Responsabile Preparatori Atletici: Roberto Niccolai
- Responsabile Tecnico Attività di Base: Giuliano Rusca
- Responsabile Organizzativo Attività di Base: Rachele Stucchi
- Coordinatore Tecnico Attività di Base: Paolo Migliavacca

Area tecnica
- Allenatore Primavera: Cristian Chivu
- Allenatore Under-18: Andrea Zanchetta
- Allenatore Under-17: Tiziano Polenghi
- Allenatore Under-16: Juan Solivellas Vidal
- Allenatore Under-15: Simone Fautario

### Piazzamenti
- Primavera
  - Campionato: 7º posto (stagione regolare)[140]
  - Coppa Italia: semifinali[141]
  - UEFA Youth League:[142] play-off[143]
- Under-18
  - Campionato: finalista[144]
- Under-17
  - Campionato: finalista[145]
- Under-16
  - Campionato: quarti di finale[146]
- Under-15
  - Campionato: vincitrice[147]